# مأموریت - پاریس!
مأموریت - پاریس! (انگلیسی: Assignment – Paris!)؛ یک فیلم جنگ سرد نوآر به کارگردانی رابرت پریش است که در سال ۱۹۵۲ میلادی منتشر شد. از بازیگران آن می‌توان به دانا اندروز، آدری تاتر و جرج سندرز اشاره کرد. محل فیلم‌برداری پاریس و بوداپست بوده‌است.
ماجرای فیلم دربارهٔ خبرنگارِ مقیمِ پاریسِ روزنامهٔ هرالد تریبون نیویورک، جیمی ریس (دانا اندروز) است که توسط رئیس خود (جرج سندرز) برای بررسی جلسه‌ای مربوط به سفیر مجارستان، به پشت پردهٔ آهنین در بوداپست، اعزام می‌شود.

## بازیگران
- دانا اندروز - جیمی ریس
- مرتا تورن - جین ماری
- جرج سندرز - نیکلاس استرانگ
- آدری تاتر - سندی تیت